# Кућа у којој се родио Димитрије Давидовић
Кућа у којој се родио Димитрије Давидовић је споменик културе. Представља културно добро од великог значаја за Београд и налази се у Земуну у улици Главна бр. 6.

## Опис
Кућа се налази на углу Главне и Давидовићеве улице, оријентисана је око унутрашњег дворишта и представља сложену зграду која је развијана од краја XVIII до средине XIX века. Типична стамбена једноспратница двотрактног типа, која је у почетку имала шест прозора према Главној и три прозора према Давидовићевој улици, дограђивањем је добила много дуже фронтове према обема улицама, тако да са главне улице сада има 10 прозора, а на Давидовићеву улицу гледа 12 прозора. Јединствено обрађеним фасадама обухваћене су све развојне фазе куће и тиме је постигнут целовит просторни утисак. Представља скромнију варијанту градске класицистичке куће.
У кући је 20. октобра 1789. рођен Димитрије Давидовић, књижевник и новинар, српски дипломата, министар просвете обновљене Србије и писац Сретењског устава.
Кућа се налази у очајном стању и потребна јој је темељна рестаурација. Кров је дотрајао, фасада је оронула, а са дворишне стране су пропали балкони.

## Галерија
- Изглед из Давидовићеве улице, пре обнове фасаде
- Спомен плоча
- Изглед из Главне улице
- Улаз у двориште и степениште
- Дворишни изглед куће
- Дворишни изглед куће